# وریود
وریود (به لاتین: Varivode) یک زیستگاه انسانی در کرواسی است که در Kistanje واقع شده‌است.

## خصوصیات
وریود ۱۲۴ نفر جمعیت دارد.